# Hithadhoo
Hithadhoo ( ހިތަދޫ ) a Maldív-szigetek második legnagyobb és legnépesebb települése, egyben a második legnagyobb sziget is. A Siin atoll részét képezi.

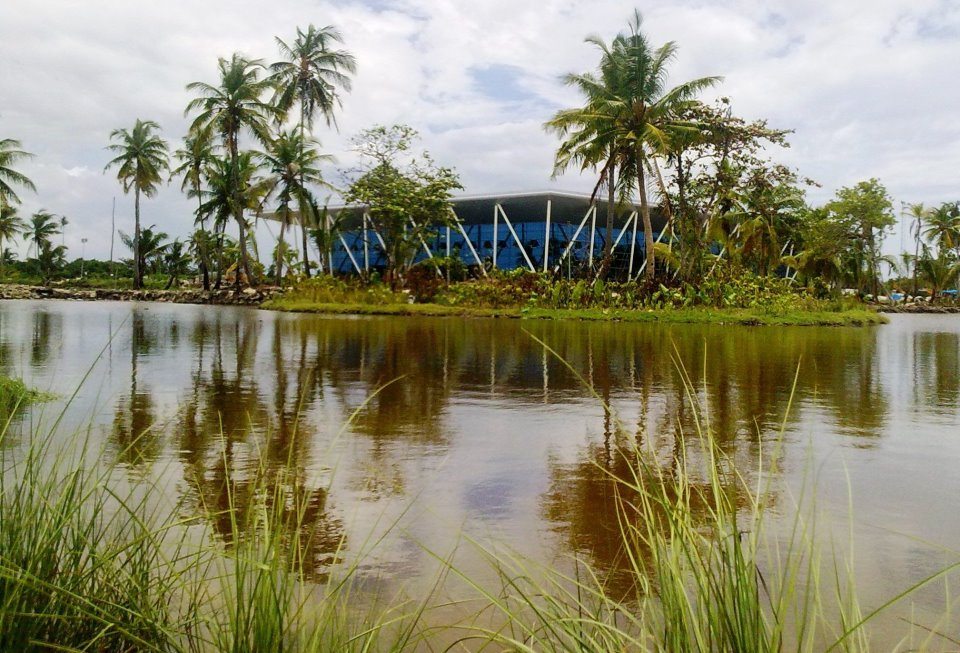

## Földrajza
A sziget déli része növényzettel, pálmafákkal gazdag. Területe 30,6 km2. Lakosságának alakulása:
| 1995     | 2000     | 2006     |
| -------- | -------- | -------- |
| 8 969 fő | 9 461 fő | 9 407 fő |

## Fordítás
- Ez a szócikk részben vagy egészben  a   Hithadhoo című angol Wikipédia-szócikk ezen változatának fordításán alapul.  Az eredeti cikk szerkesztőit annak laptörténete sorolja fel. Ez a jelzés csupán a megfogalmazás eredetét és a szerzői jogokat jelzi, nem szolgál a cikkben szereplő információk forrásmegjelöléseként.